# 蘭陽發電廠天埤機組
蘭陽發電廠天埤機組為一座位於臺灣宜蘭縣三星鄉天山村的水力發電廠，舊稱天送埤發電廠或天埤發電廠，臺灣電力公司成立蘭陽發電廠並將該廠納入旗下管理後天送埤發電廠全名改名為臺灣電力公司蘭陽發電廠天埤機組，廠區坐落在天送埤旁。

## 沿革

### 日治時期

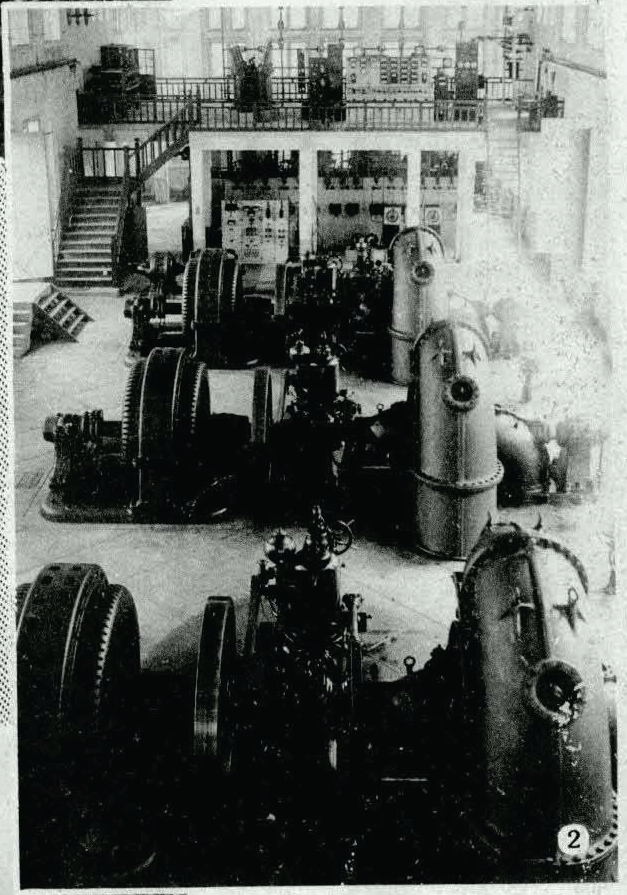
1933年天送埤發電所發電室

宜蘭地區的發電事業始創於明治44年（1912年），在宜蘭街設立宜蘭電燈株式會社。大正10年（1921年）1月，宜蘭電燈株式會社為供應台南製糖株式會社的羅東郡二結製糖工廠用電，計劃興建天送埤發電所。惟不久因資金調度困難而停頓，同年日月潭水力電氣工事亦在施工中，公營的台灣電力株式會社原有意收買該發電廠，繼續施工，但因資金龐大，便與「宜蘭電燈株式會社」及「台南製糖株式會社」協調，三社合資並招部份民股，合計六百萬日圓重新復工。同年九月，宜蘭電燈株式會社將所持股權讓給「台灣電氣興業株式會社」經營。1922年6月，天送埤發電所三組發電機組正式啟用，完工當時是臺灣全島排名第三的電廠，也是宜蘭的第一座水力發電廠。1933年7月，第二期裝機工程，增設一組發電機組，同年12月正式啟用。

### 省政府時期
二戰戰後，天送埤發電廠改由臺灣省政府所創立之臺灣電力公司接手繼續進行發電之業務。
1977年9月，天送埤發電廠與「圓山發電廠」合併，更名為「蘭陽發電廠天埤分廠」。

### 現今
2001年5月，因應政府組織改造，蘭陽發電廠旗下兩座分廠亦改稱為發電機組。並且完成自動化遙控機組工程，總控制中心設置在天埤機組，負責圓山機組的發電機組與水閘門遠端控制。

## 設施
天埤機組為川流式發電廠，取水口位於蘭陽溪與清水溪的交會處，主要攔截蘭陽溪上游的溪水，以及圓山機組發電後尾水進行發電。透過引水隧道將溪水引水九芎湖沉沙後，再提供電廠發電。最大用水量為每秒31.2立方公尺，廠內有橫軸法蘭西斯式水輪機4部，由日本電業社製造，用水量共計27.8 CMS，搭配日本芝浦製交流三相，2500KVA，6600V發電機。目前天埤發電廠共有4組發電機組，其中3個機組的單機裝置容量為2125瓩，1個機組的單機裝置容量為2000瓩，總發電量可達8375瓩（8.375MW），年發電量可達4560多萬度以上。天送埤發電廠發電後的尾水則流入安農溪（當地又稱「電火溪」），供下游地區包括三星、羅東、冬山、五結等地區農田灌溉之用。

### 機組
| 名稱   | 發電機型號       | 水輪機型號                       | 機組數量 | 發電方式 | 有效落差（公尺） | 單一機組用水量（CMS） | 容量（MW） | 位置               | 商轉日期  | 狀態   |
| ------ | ---------------- | -------------------------------- | -------- | -------- | ---------------- | --------------------- | ---------- | ------------------ | --------- | ------ |
| 一號機 | 日本芝浦製發電機 | 日本電業社製橫軸法蘭西斯式水輪機 | 1        | 川流式   | 39.39            | 27.8CMS               | 2.125MW    | 宜蘭縣三星鄉天送埤 | 1922年6月 | 商轉中 |
| 二號機 | 日本芝浦製發電機 | 日本電業社製橫軸法蘭西斯式水輪機 | 1        | 川流式   | 39.39            | 27.8CMS               | 2.125MW    | 宜蘭縣三星鄉天送埤 | 1922年6月 | 商轉中 |
| 三號機 | 日本芝浦製發電機 | 日本電業社製橫軸法蘭西斯式水輪機 | 1        | 川流式   | 39.39            | 27.8CMS               | 2.125MW    | 宜蘭縣三星鄉天送埤 | 1922年6月 | 商轉中 |
| 四號機 | 日本芝浦製發電機 | 日本電業社製橫軸法蘭西斯式水輪機 | 1        | 川流式   | 39.39            | 27.8CMS               | 2MW        | 宜蘭縣三星鄉天送埤 | 1933年7月 | 商轉中 |

### 管理
- 電廠名稱：蘭陽發電廠天埤機組
- 管理單位：臺灣電力公司蘭陽發電廠
- 廠內編制：50人

## 圖集

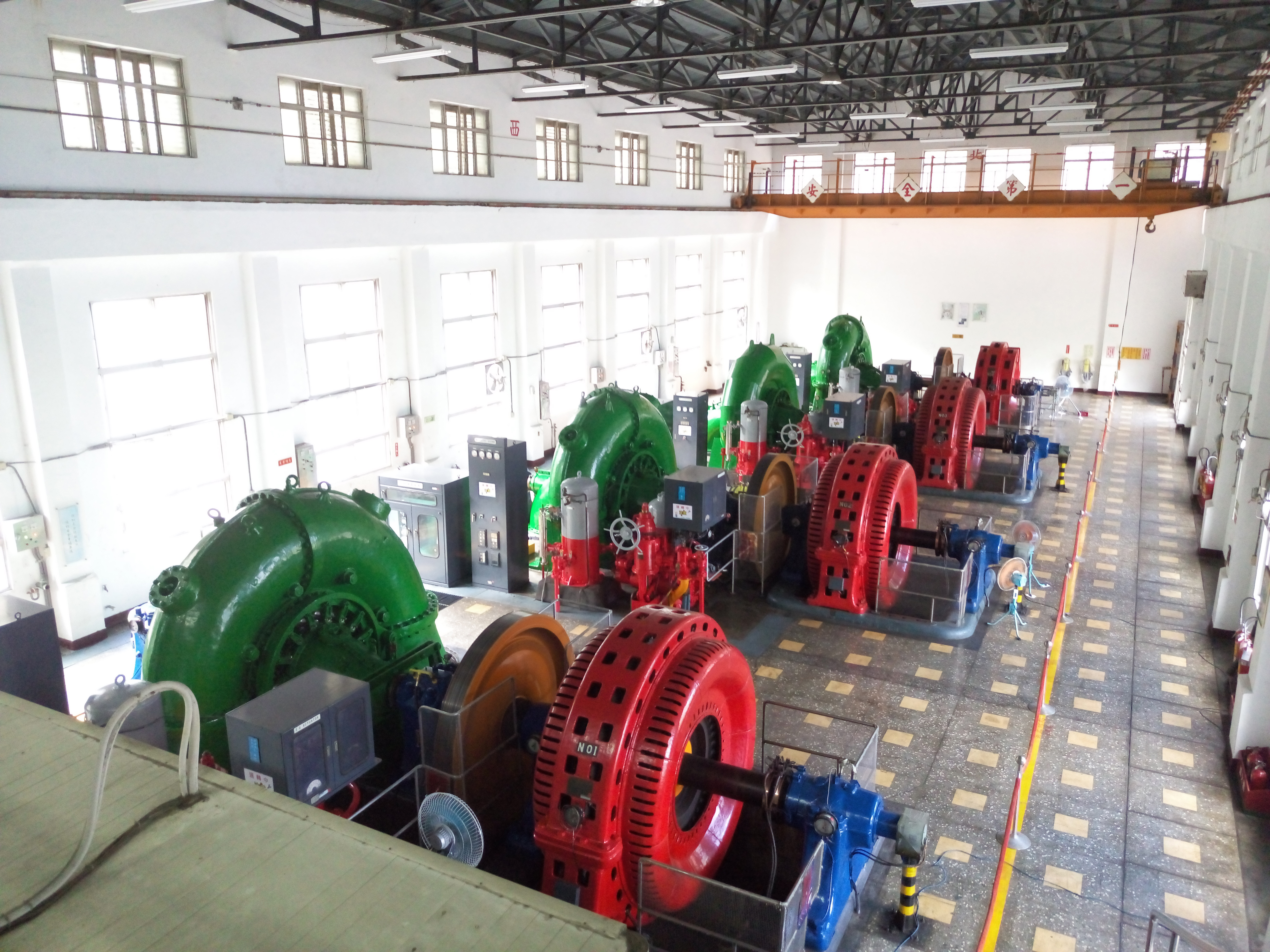
天埤機組廠房內部，由最近至最遠依序為1號至4號機
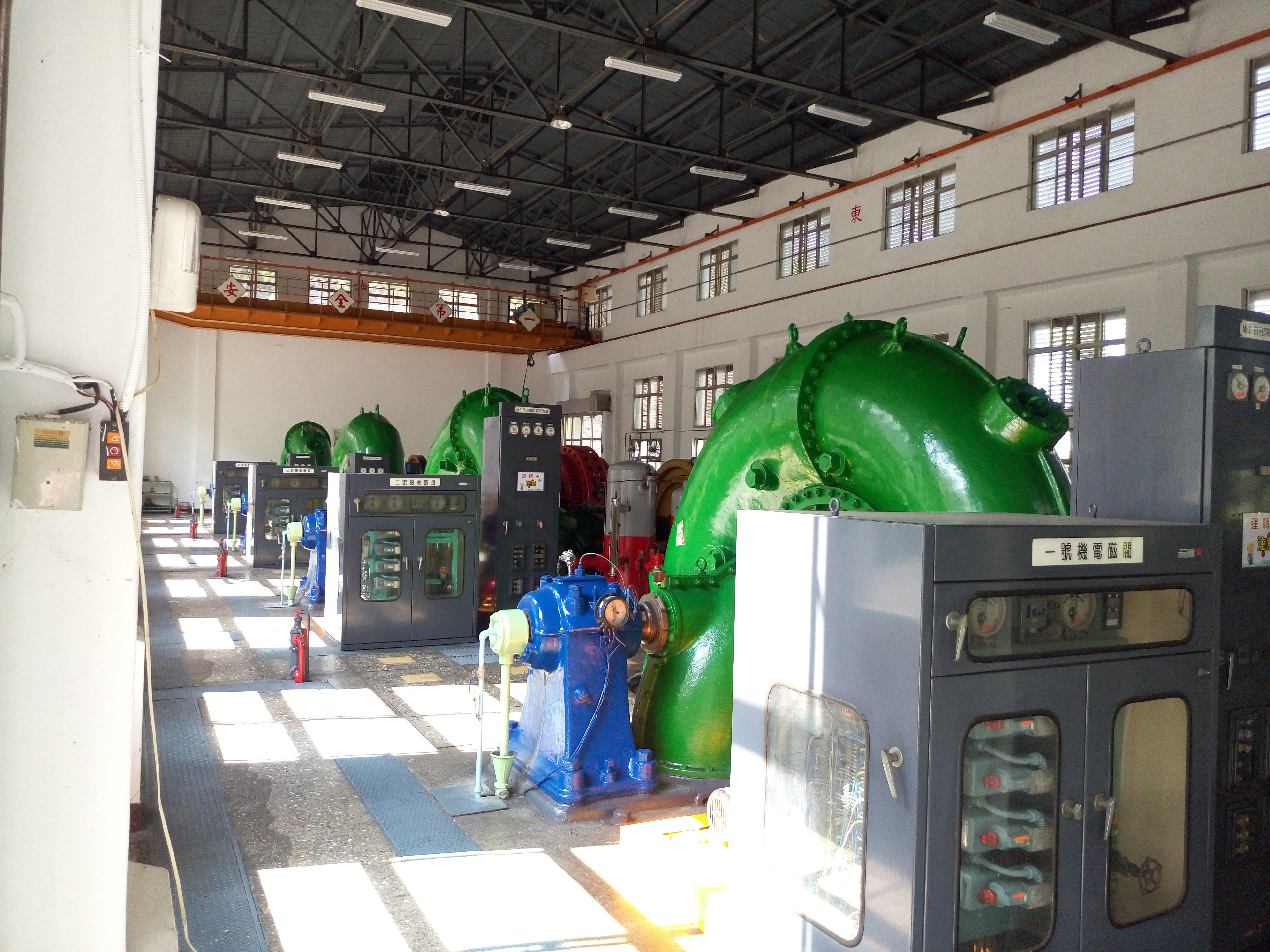
天埤機組廠房蝸殼，由最近至最遠依序為1號至4號機
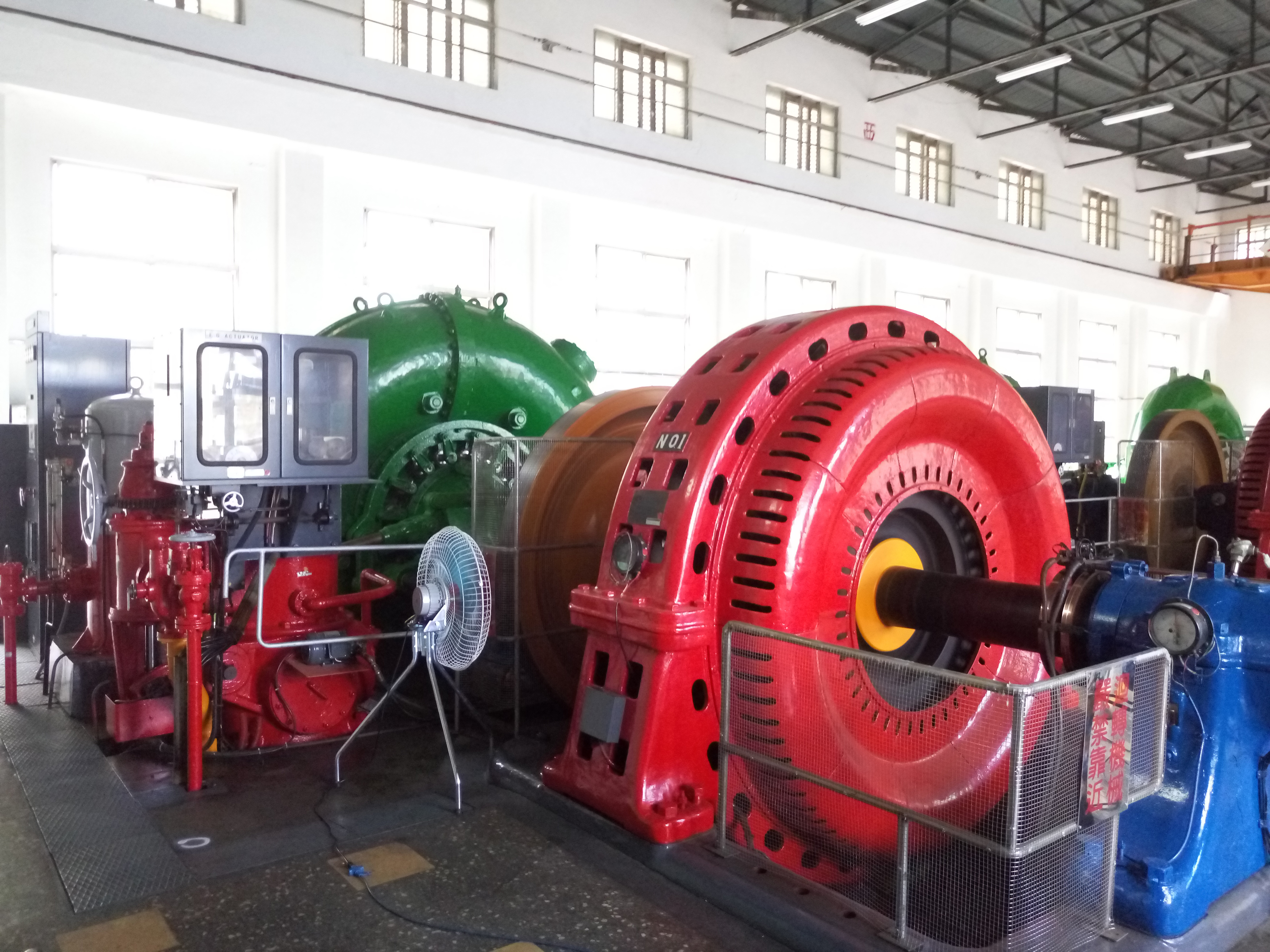
天埤機組1號發電機
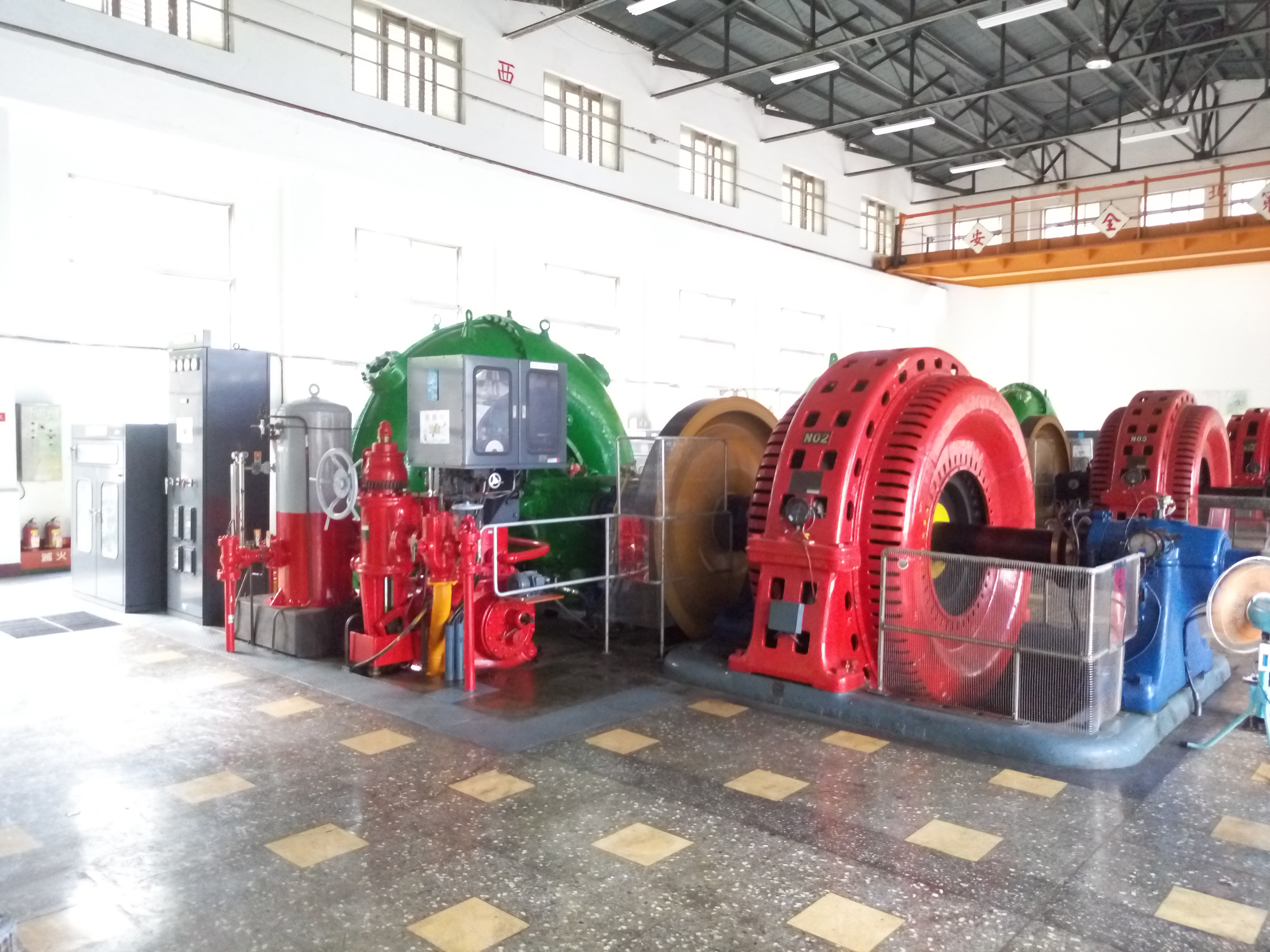
天埤機組2號發電機
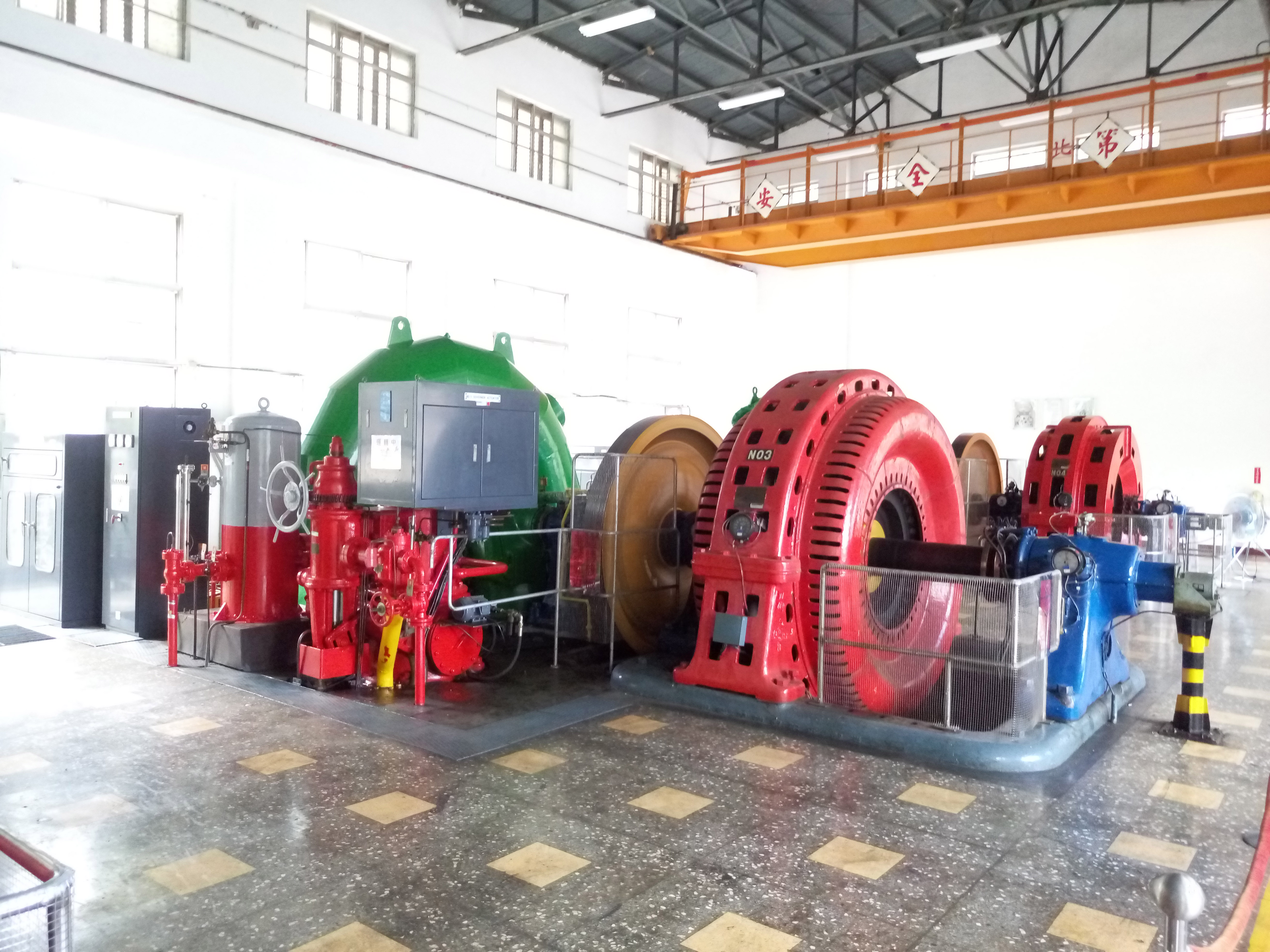
天埤機組3號發電機
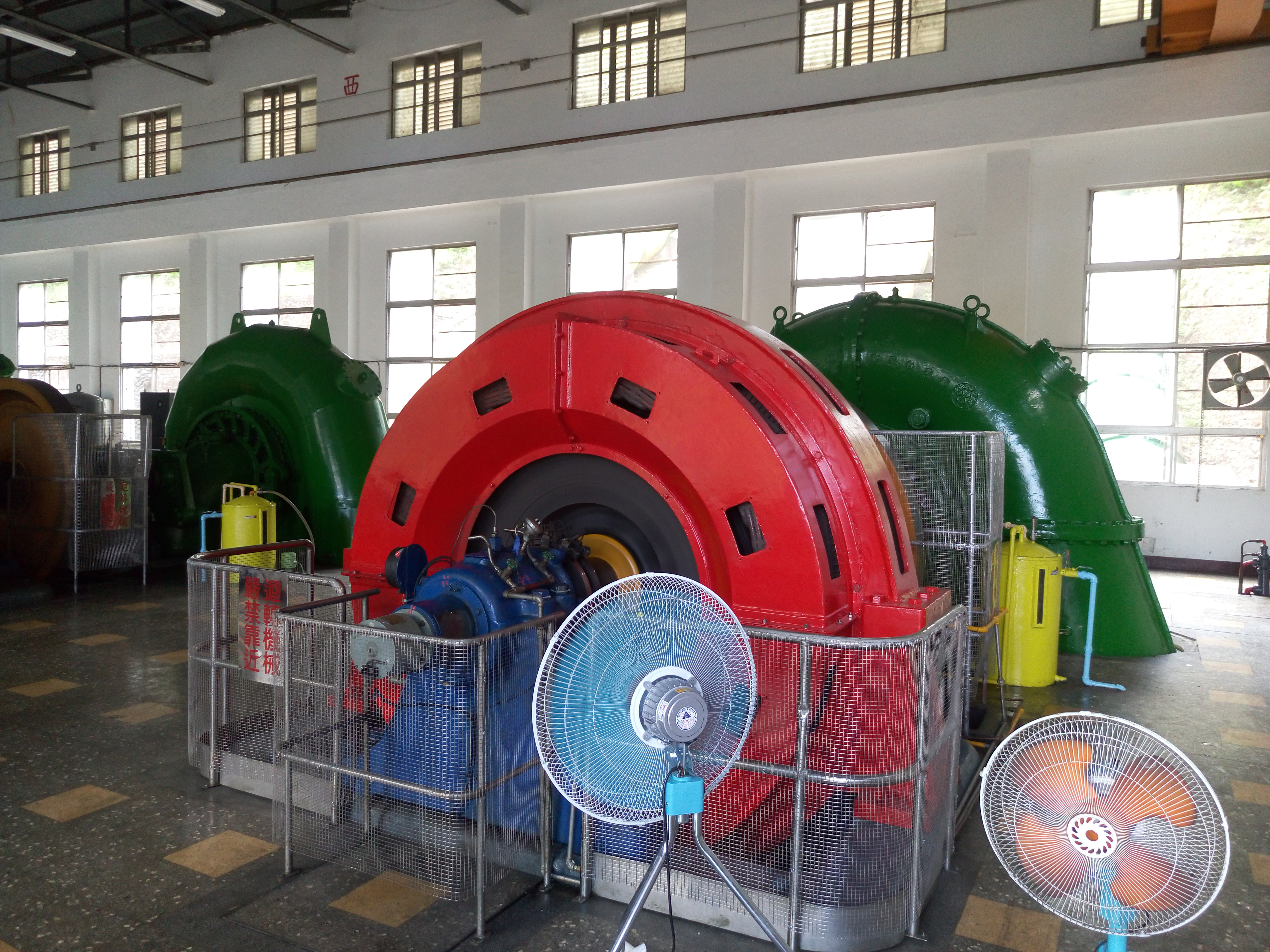
天埤機組4號發電機
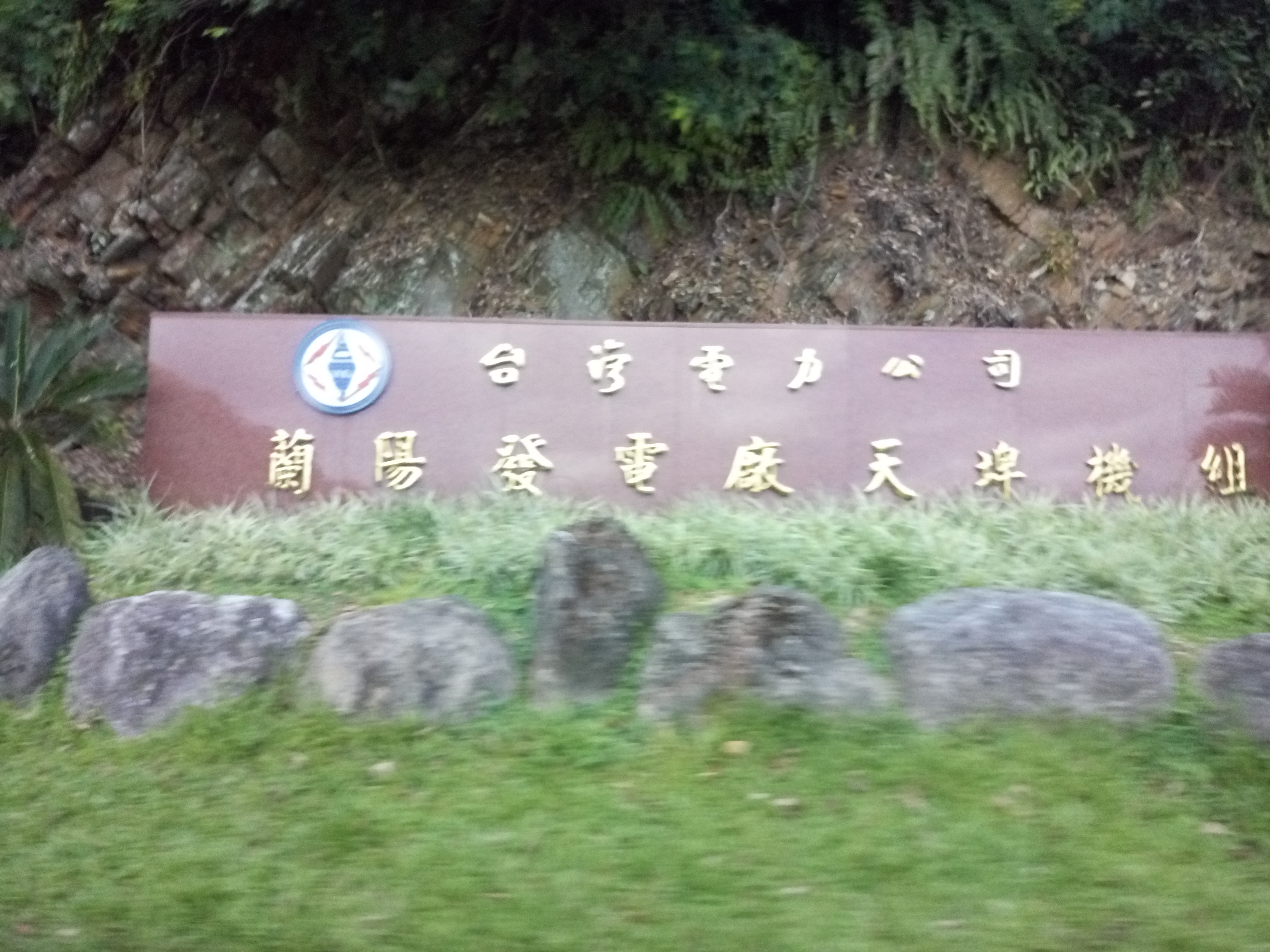
天埤機組入廠標題
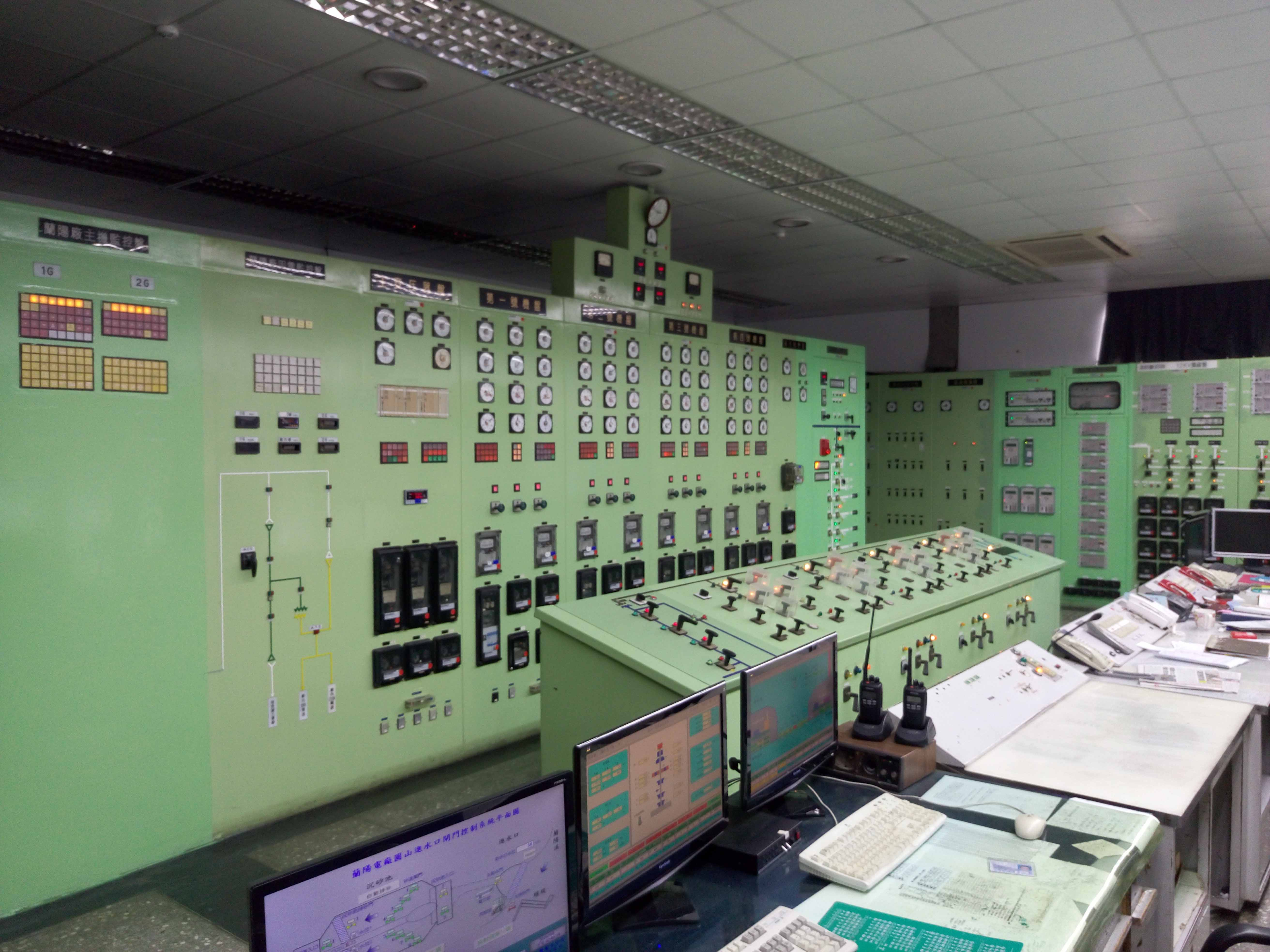
天埤機組控制室，該控制室另可控制不遠處圓山機組發電機的啟閉。
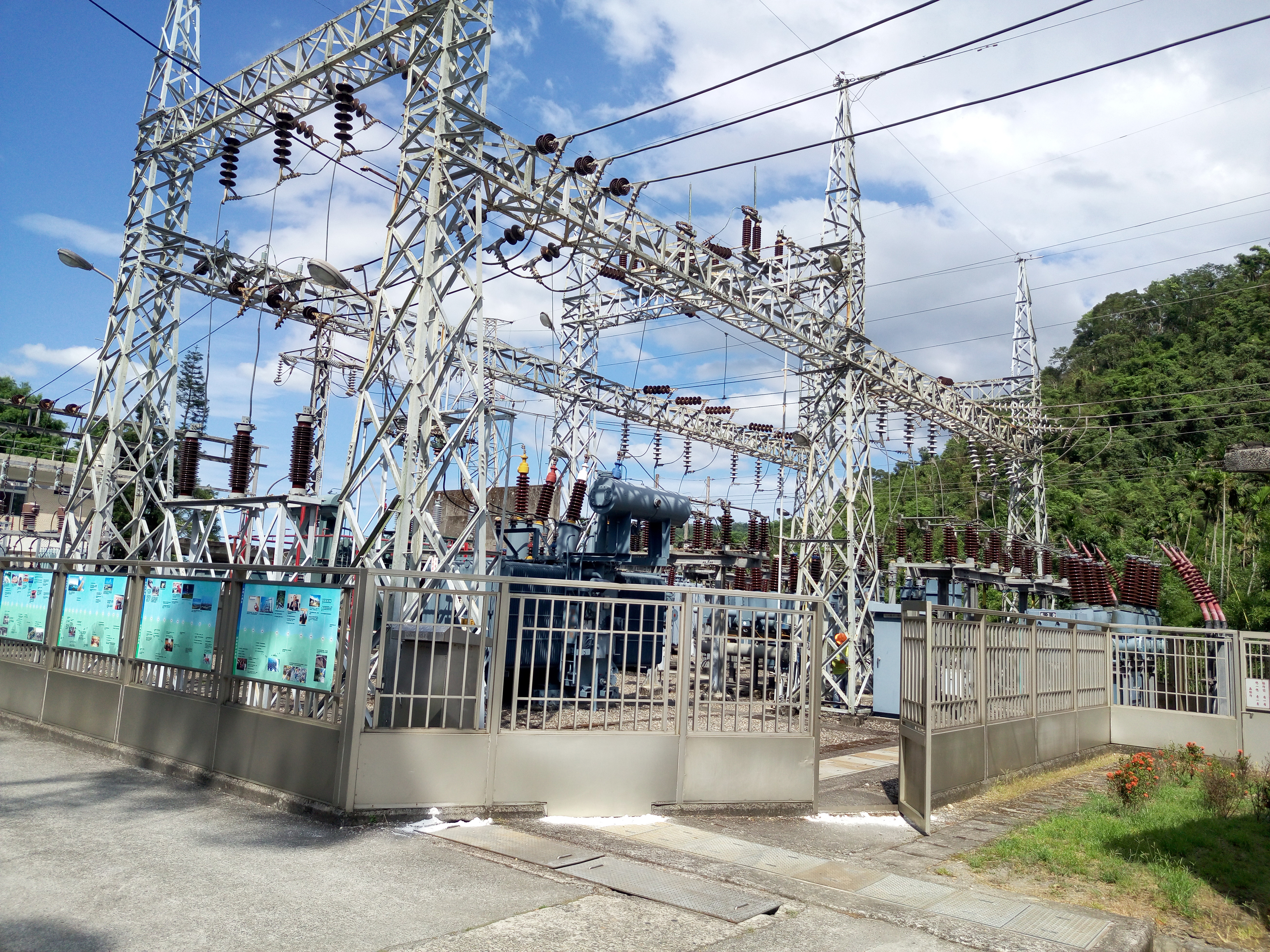
天埤機組開關場
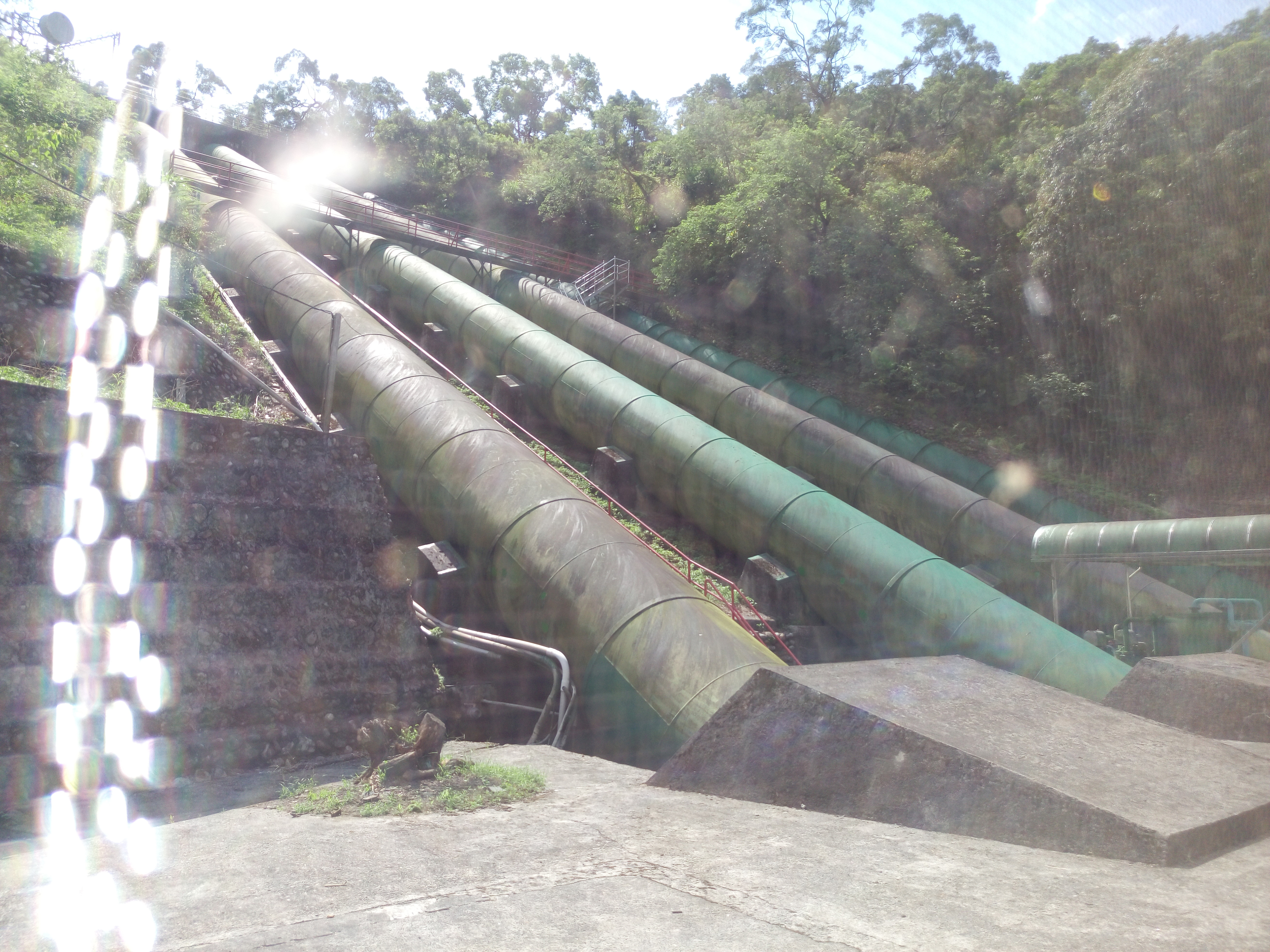
天埤機組壓力鋼管，由左至右依序為1至4號機。
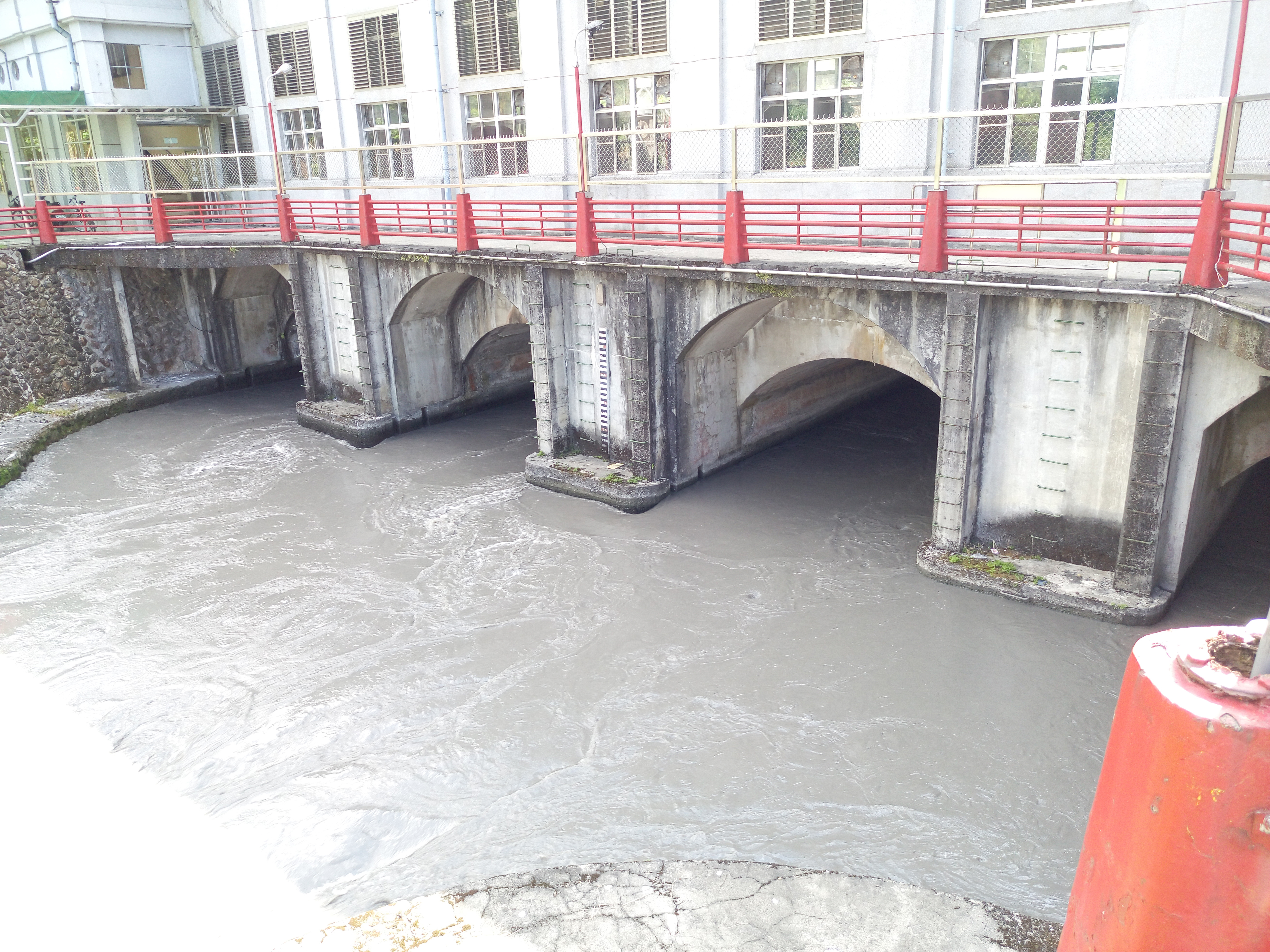
天埤機組發電尾水出口。
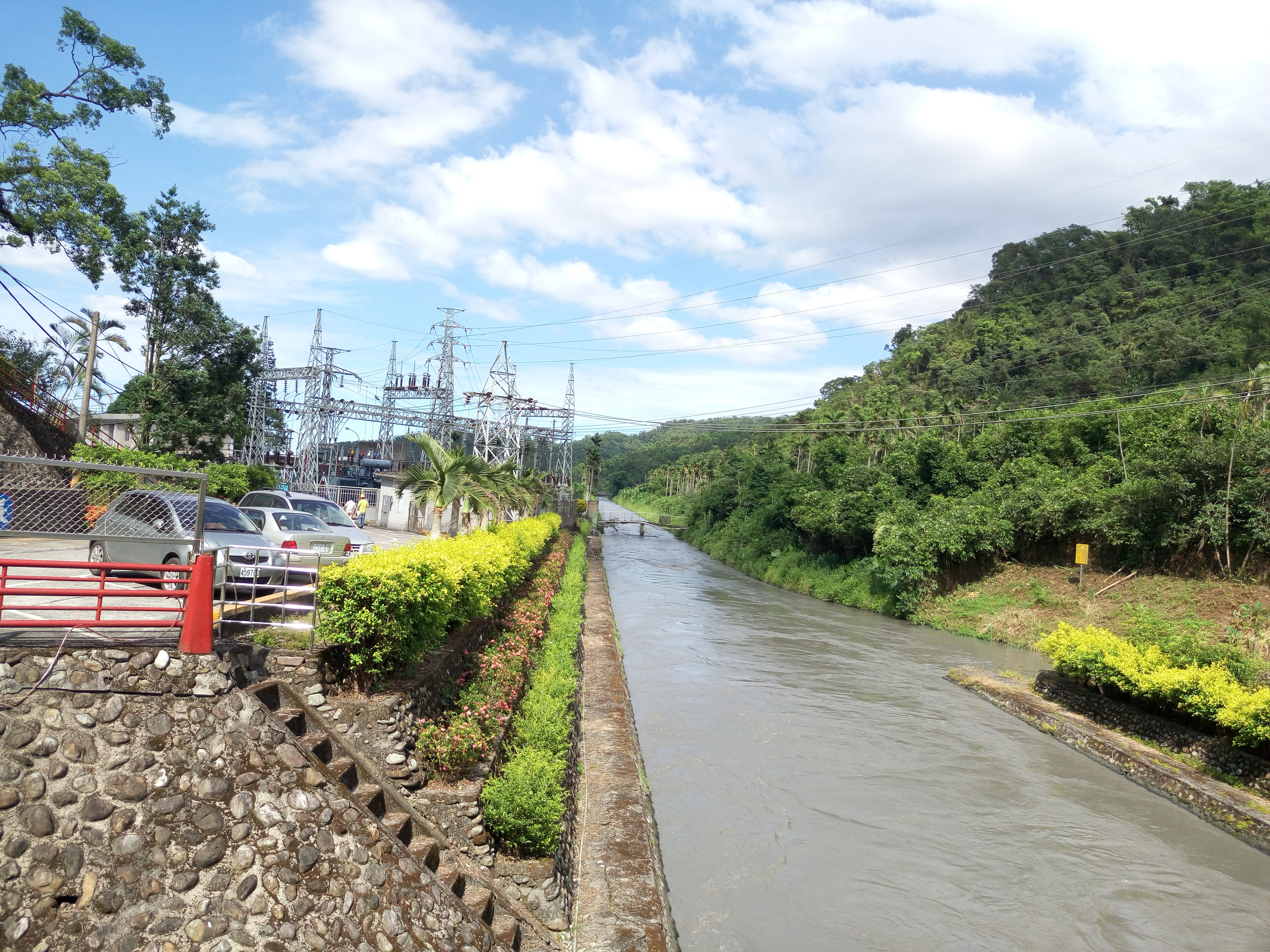
天埤機組發電尾水排放至安農溪，供下游農田灌溉使用。